# فوغيلبيرغ (باسفانغ)
فوغيلبيرغ (بالإنجليزية: Vogelberg (Passwang))‏ هو أحد جبال سلسلة جورا ويقع في كانتون سولوتورن في سويسرا. يحتل المرتبة رقم 432 في قائمة جبال سويسرا من حيث الارتفاع، إذ يبلغ ارتفاعه حوالي 1204 متر، بينما يبلغ ارتفاع نتوء الجبل 301 متر.